# La Croix-Saint-Leufroy
La Croix-Saint-Leufroy is een plaats en voormalige gemeente in het Franse departement Eure (regio Normandië) en telt 1035 inwoners (2005). De plaats maakt deel uit van het arrondissement Les Andelys. La Croix-Saint-Leufroy is op 1 januari 2016 gefuseerd met de gemeenten Écardenville-sur-Eure en Fontaine-Heudebourg tot de gemeente Clef Vallée d'Eure. 

## Geografie
De oppervlakte van La Croix-Saint-Leufroy bedraagt 14,8 km², de bevolkingsdichtheid is 69,9 inwoners per km².
De onderstaande kaart toont de ligging van La Croix-Saint-Leufroy met de belangrijkste infrastructuur en aangrenzende gemeenten.

## Demografie
Onderstaande figuur toont het verloop van het inwonertal (bron: INSEE-tellingen).